# پیتر بنت (بازیکن فوتبال انگلیسی)
پیتر بنت (انگلیسی: Peter Bennett؛ ۲۴ ژوئن ۱۹۴۶ ‏- ۲۲ مارس ۲۰۲۴) بازیکن فوتبال اهل بریتانیا بود.
از باشگاه‌هایی که در آن بازی کرده‌است می‌توان به باشگاه فوتبال لیتون اورینت و باشگاه فوتبال وستهام یونایتد اشاره کرد.